# بيلي كارلسون
بيلي كارلسون (بالإنجليزية: Billy Carlson) هو سائق سيارة سباق ومهندس أمريكي، ولد في 17 أكتوبر 1889 في سان دييغو في الولايات المتحدة، وتوفي في 4 يوليو 1915 في تاكوما في الولايات المتحدة.

## روابط خارجية
- بيلي كارلسون على موقع DriverDB.com (الإنجليزية)